# Baccharoides
Baccharoides é um género botânico pertencente à família Asteraceae.
A autoridade do género é Moench, tendo sido publicado em Methodus Plantas Horti Botanici et Agri Marburgensis : a staminum situ describendi 578. 1794.